# Bodoquena (gemeente)
Bodoquena is een gemeente in de Braziliaanse deelstaat Mato Grosso do Sul. De gemeente telt 8.397 inwoners (schatting 2009).
De gemeente grenst aan Bonito, Corumbá, Miranda en Porto Murtinho.